# Port lotniczy Hultsfred
Port lotniczy Hultsfred (IATA: HLF, ICAO: ESSF) – port lotniczy położony 5 km na północ od Hultsfred, w gminie Hultsfred, w Szwecji.